# Skrajniwa
Skrajniwa – wieś w Polsce położona w województwie śląskim, w powiecie częstochowskim, w gminie Lelów.
| SIMC    | Nazwa     | Rodzaj     |
| ------- | --------- | ---------- |
| 0137578 | Pustkowie | przysiółek |
| 0137590 | Zagóra    | przysiółek |

W latach 1975–1998 miejscowość administracyjnie należała do województwa częstochowskiego.